# Franz Schiemer
Franz Schiemer (ur. 21 marca 1986 w Haag am Hausruck) – piłkarz austriacki grający na pozycji środkowego obrońcy.

## Kariera klubowa
Karierę piłkarską Schiemer rozpoczął w amatorskim klubie Taufkirchen an der Trattnach. W latach 1996–2003 był członkiem juniorskich zespołów SV Ried, a następnie trafił do kadry pierwszego zespołu. W drugiej lidze austriackiej zadebiutował 5 sierpnia 2003 roku w przegranym 0:2 wyjazdowym spotkaniu z Austrią Lustenau. W Ried stał się podstawowym zawodnikiem, a na koniec sezonu 2004/2005 wywalczył z nim awans do pierwszej ligi.
Latem 2005 roku po awansie Ried Schiemer odszedł za 400 tysięcy euro do Austrii Wiedeń. Swój debiut w Austrii zaliczył 23 lipca 2005 w wygranym 2:0 meczu z SV Mattersburg. W Austrii przez pierwsze dwa lata miał problemy z przebiciem się do pierwszego składu i zaliczał także występy w rezerwach. W 2006 roku wywalczył z Austrią mistrzostwo kraju, a w 2007 roku zdobył z nią Puchar Austrii. Na początku sezonu 2007/2008 stał się podstawowym zawodnikiem Austrii.
Wiosną przed zakończeniem sezonu 2008/2009 Schiemer podpisał kontrakt z mistrzem Austrii Red Bull Salzburg. Czterokrotnie wywalczył z nim mistrzostwo kraju, dwukrotnie wicemistrzostwo i zdobył trzy Puchary Austrii. W 2015 zakończył karierę.
| Sezon   | Klub                 | Kraj    | Rozgrywki  | Mecze | Bramki |
| ------- | -------------------- | ------- | ---------- | ----- | ------ |
| 2003/04 | SV Ried              | Austria | Erste Liga | 22    | 1      |
| 2004/05 | SV Ried              | Austria | Erste Liga | 31    | 4      |
| 2005/06 | Austria Wiedeń       | Austria | Bundesliga | 5     | 0      |
| 2005/06 | Austria Wiedeń amat. | Austria | Erste Liga | 11    | 0      |
| 2006/07 | Austria Wiedeń       | Austria | Bundesliga | 13    | 2      |
| 2006/07 | Austria Wiedeń amat. | Austria | Erste Liga | 8     | 0      |
| 2007/08 | Austria Wiedeń       | Austria | Bundesliga | 26    | 3      |
| 2008/09 | Austria Wiedeń       | Austria | Bundesliga | 27    | 0      |
| 2009/10 | Red Bull Salzburg    | Austria | Bundesliga | 25    | 2      |
| 2010/11 | Red Bull Salzburg    | Austria | Bundesliga | 26    | 0      |
| 2011/12 | Red Bull Salzburg    | Austria | Bundesliga | 19    | 0      |
| 2012/13 | Red Bull Salzburg    | Austria | Bundesliga | 27    | 4      |
| 2013/14 | Red Bull Salzburg    | Austria | Bundesliga | 13    | 1      |
| 2014/15 | Red Bull Salzburg    | Austria | Bundesliga | 6     | 1      |

## Kariera reprezentacyjna
W reprezentacji Austrii Schiemer zadebiutował 13 października 2007 roku w przegranym 1:3 towarzyskim spotkaniu ze Szwajcarią. W 2008 roku ostatecznie nie znalazł się 23-osobowej kadrze na Euro 2008. Obecnie jest członkiem kadry austriackiej walczącej w eliminacjach do Mistrzostw Świata w RPA.